# 家族狩り (テレビドラマ)
『家族狩り』（かぞくがり）は、天童荒太の同名小説を原作としたTBS制作の日本のテレビドラマ。2014年7月4日から9月5日まで、毎週金曜日22:00 - 22:54に「金曜ドラマ」枠で放送された。全10回。主演は松雪泰子で、ドラマ版は文庫改訂版を基に大石静らによって脚本化され、2014年版のリライトという形でいくつか設定を変えてテレビドラマ化された。
東京都内で連続して起きる凄惨な一家心中事件とそれに関わる児童心理司、事件を殺人とみなし彼女を容疑者として追う刑事と、彼女とともに事件に巻き込まれてゆく教師を中心に、それぞれの家族との葛藤や、児童虐待やDVなどの家族問題を描くサスペンスドラマ。

## 企画・制作
テレビドラマ化の企画は、プロデューサーの植田博樹が天童原作の『包帯クラブ』映画化（2007年）を担当した際に原作を読み、映像化を希望したところから始まったが、なかなか企画が通らず、構想に7年がかかっている。植田はドラマ化にあたって、「原作の魂」に忠実にドラマ化すること、原作者の天童が2014年にテレビドラマの脚本としてリライトすればどのような作品になるか、という想定を踏まえて製作にあたったと述べている。台本作りには天童自身も参加し、多くのアイデアを提供した。また脚本の大石静は、人間の闇を愛おしく描くことができるとの評価から起用された。
チーフディレクターの坪井敏雄によれば、凄惨な場面の表現を工夫するにあたっては、「キレイな映像を重ねてゆく」ことにこだわり、撮影機材としてTBSで前年より導入されている映画撮影用デジタルビデオカメラのSONY CineAlta PMW-F55を使用し、家族をテーマとする内容のために現実味のあるセット作りを希望した。また、作中に登場する「臭い」を、映像エフェクトとSEで表現している。

## テレビドラマ版の設定
映像化に際しては、小説発表後からの時間の経過を踏まえながら、2014年の現代の物語として描くため、いくつかの設定変更がある。
氷崎游子の家族のうち、父の病気は脳梗塞からアルツハイマー型認知症に変更され、原作で設定のなかった名前は祖父・清太郎の名が当てられている。また、原作では対立関係にあった山賀葉子は游子の相談相手となっている。
体育教師・岡村仁など原作にない人物が登場するほか、鈴木渓徳は物語の開始当初から登場して浚介を訪ねて学校内にも出入りし、ドラマ内で息抜きになるポジションのキャラクターとなるが、我が子が自分の血を引いているのかが分からず、DNA鑑定を受けるかどうかで悩むという設定が加えられた。馬見原光毅の周辺では、上司の捜査一課課長の笹木に相当する人物に検事の藤崎の名が当てられるなど、人間関係が整理された。
馬見原が追う「家族狩り」（ドラマ内で一連の一家惨殺事件をこう呼ぶ設定）についても、原作でも物語開始以前に同様の事件が起きていたが、ドラマではすべて警視庁管轄内で起き、馬見原はそれぞれの現場に入り共通する臭いを感じることが事件のキーワードとなる。また、初めの主要な事件である麻生家の前に光島家の事件が描かれる。麻生家の凶器は鋸から斧に変更され、犯行の数日後に遺体が発見されていたものが、翌日には警察が捜査に入り第一発見者も浚介ではない。そして事件の犯人として馬見原が疑うのが游子であるという大きな変更点がある。
また原作ではほとんど関わりのない浚介と実森勇治のやり取りを、中盤の重要な要素として大幅にオリジナルエピソードを加えて描き、台詞に黒子のバスケ脅迫事件の被告人による裁判の冒頭陳述の言葉を引用したり、原作では浚介や亜衣が取材に対応する場面で心中した家族や学校の対応への批判を述べるところを、ドラマでは内容をマスコミへの罵倒に変え、記者会見席上での記者によるリンチ的追及などへの批判を込めて取材スタッフが対象者を煽る場面を加えるなどしている。
その他、年齢や風貌は原作と異なる人物もいる。細かなドラマ独自の設定についてはキャスト欄、エピソードリストを参照。

## 放送・配信
初回は20分拡大（22:00 - 23:14）、そして直前番組『中居正広の金曜日のスマたちへ』の接続はステブレレスになった（21:54のミニ番組〈関東地区は『関東地方あしたのお天気』〉は休止）。
本作品はTBSの有料動画配信サービス・TBSオンデマンドでも放送後の日曜日23:00から最新話が順次配信される。

## あらすじ
都内で連続して発生する、子供が家族を殺す一家心中事件を調べる警視庁捜査一課の刑事・馬見原光毅は、いずれの現場にも2種類の臭いが漂うことに気付く。馬見原はそのひとつの香水のような香りを児童心理司・氷崎游子から感じ取り、事件を心中ではなく游子による連続殺人と怪しみ、部下の椎村栄作とともに事件を追う。游子は高校生の芳沢亜衣との関わりを通じて美術教師の巣藤浚介と出会う。氷崎家は認知症の父・清太郎の介護とそれに悩む母・民子の疲れでバラバラになりかけていたが、父と親しくなった浚介や彼の元教え子・鈴木渓徳らとの交流を通じて前向きに変化する。游子と浚介はこれらの交流や浚介が傷害事件に巻き込まれたことなどを通じ親しくなってゆくが、浚介が同僚の清岡美歩に結婚を迫られていることが影を落とす。一方、馬見原は私生活では家庭崩壊し、心を病む妻・佐和子を抱えつつ、DV被害者の冬島綾女・研司の親子との間に亡き息子と結べなかった関係を見出していたが、綾女の元夫のヤクザ・油井善博に逆恨みされ、執拗に復縁を迫られる綾女たちを守るために奔走する。油井は佐和子に冬島親子の存在をほのめかす嫌がらせをし、綾女と対決した佐和子は苦悩の末自殺未遂に追い込まれる。
事件の影響で浚介の学校が不登校生徒の切り捨てを図る中、游子と浚介は引きこもりの生徒・実森勇治に対応し、過去に似た経験を持つ浚介は勇治の心を開く。しかし、彼の誘いに応えて学校に来た勇治は担任の美歩や他の生徒に傷つけられ再び引きこもる。度重なる家族関係の苦悩や担当する駒田幸一・玲子親子とのトラブルに自信を失くす游子は、親しい電話相談ボランティアの山賀葉子の力を借りるが、実森家の家族は改善せず、ついには一家心中に至る。その現場で浚介は馬見原に任意同行され、事件現場の甘い香りの正体が游子の使うシャンプーと同じであること、7年前に担当家族が一家心中した過去を持つ游子への容疑を聞き衝撃を受ける。しかし渓徳に叱咤され游子と向き合った浚介は、家族を救えず罪の意識に苦しむ游子を殺人犯ではないと信じる。
游子を逆恨みする駒田は氷崎家の家族を殺そうと不法侵入するが失敗し、自殺して発見されるが游子はその遺書の内容に不審を抱き、やがて山賀とシロアリ駆除業者・大野甲太郎のつながりを知ってしまい彼らに監禁される。彼らは末期的状態の家族を救う「儀式」と称し、これまでの物語で一家心中とされた家族、および駒田を殺していた。山賀たちは游子を連れて家庭崩壊する芳沢家を監禁、游子を助けようとする浚介をも拘束し、彼らの前で亜衣の両親に子供への愛を見せると称して拷問を加え始める。家族とともに死を覚悟する亜衣を、浚介と游子は必死に説得し、元夫婦の山賀と大野がかつて我が子を手にかけたと知る。間一髪で現場に踏み込んだ馬見原と椎村は犯人たちに銃を向け、彼らは被弾しながらも逃走し行方知れずとなる。
馬見原や浚介とともに一連の事件を振り返る游子は、心の欠損を抱えた人々に手を差し伸べ家族を「開く」べきだと語る。亜衣は両親とともにやり直す決意をする。油井を刺殺するが正当防衛が認められた綾女は馬見原に別れを告げ、親子は東京を後にする。馬見原は妻と向き合い、娘婿を通じ娘の真弓にもその愛情が伝わる。美歩と別れ、自分の家族とも再会した浚介は、游子を食事に誘い、二人は約束を重ねる新たな関係を築こうとする。しかし同じ頃、都内では新たな一家心中事件が起き、救いを求める家族が山賀を思わせる電話相談を頼るところで物語は終わる。

## キャスト
詳細な人物説明は原作項目を参照。本項では簡単な続柄、ドラマ独自の設定を記載。

### 主要人物
氷崎 游子（ひざき ゆうこ）〈35 - 36〉
演 - 松雪泰子（幼少期：住田萌乃）
東京都児童ケアセンター職員・児童心理司。児童虐待対策のために積極的に動かない警察にたびたびクレームをつけ、署内で“クレームババア”と呼ばれている。7年前に担当した家族が一家心中し、彼らを救えなかったことで罪の意識に悩まされ一旦退職し、一時は行方をくらまし心を病んで入院していたが、5年前に嘱託として児童ケアセンターに復帰する。アレルギーに対応したイタリアの薬局製のシャンプーを愛用しており、山賀に頼んで並行輸入している。渓徳曰く、人の印象に残りやすい美人。
ドラマ版では脚の障害の設定はない。最終話では山賀・大野夫妻の行動を、家族を失ったり裏切られたり、家族というシステムそのものになじめない人々が抱える、身体障害と違って目に見えず理解されにくい心の欠損であると解釈し、その心の傷に寄り添うことと、仲間や社会も含め互いに手を差し伸べあうことで、家族を閉ざさずに「開く」ことが必要であるという結論に至る。
巣藤 浚介（すどう しゅんすけ）〈31〉
演 - 伊藤淳史
私立の進学校・桐明学院高校美術教師。生徒指導担当。ジャン＝ミシェル・バスキアに心酔する。性格はとかく流されやすく、年上の同僚・美歩に迫られ関係を持って以来、彼女と交際している。柔和で人当たりも良いが、結婚と家族関係に対してだけは頑ななまでに否定的。亜衣の偽証をきっかけに游子と知り合い、その後偶然にも清太郎と知り合い気に入られてしまう。
ドラマ版では福井県の出身で、過去に引きこもり、親に対し殺意を抱いた経験があり、遂には家出しそれ以来家族に会っていない。家出後は高校に通わなかったが18歳のとき大検を受け、美術大学に通うものの、画家にはなれず美術教師になる。游子の言葉を受けてようやく両親に再会する。
馬見原 光毅（まみはら こうき）
演 - 遠藤憲一
警視庁捜査一課刑事。階級は警部補。管内で起きた無理心中事件を連続殺人事件として追う。游子を容疑者と考えている。かつては有能な刑事だったが、家庭崩壊以来事件捜査に対する情熱を失い捜査の見立てを外し続けており、庁内での信頼を失っている。
椎村と一家惨殺事件を追う内に、遊子や浚介と知り合い、遊子には事件の容疑者として疑い捜査を進めていく。妻の佐和子や娘の真弓との家族関係と冬島親子との関わりとの間で苦悩をしながらも、事件の真相究明に向けて奔走し、同時に冬島親子の問題を解決させつつ浚介との協力を経て遂に真相に辿り着き、真相に気付き椎村と共に犯人に捕らわれていた遊子と浚介、芳沢一家を救出した。事件解決後は、遊子と浚介に犯人であった、山賀、大野夫妻の過去を明かした後、佐和子と関係修復に向けて警察官を辞める考えを持っている事を明かし、真弓の夫鉄哉に佐和子との結婚の際に彼女の父親から譲り受けたライターを託し、真弓の事を頼むよう、頭を下げた。

### 氷崎游子の関係者
氷崎 清太郎（ひざき せいたろう）〈71〉
演 - 井上真樹夫
游子の父親。元区役所職員。認知症を患っているが、時折過去の記憶を取り戻すことがあり、麻雀や将棋が得意。
ドラマ版では現職時代は市民のために奔走し、近所に公園を作るなど力を尽くしたため、一線を退き認知症となった現在でも地元民から尊敬される人物として描かれる。妻・民子とは実は略奪婚である。
井上は清太郎の役について、一遍になぞらえ、病を抱えながらも一種の聖性を持つキャラクターとして演じたと語っている。
氷崎 民子（ひざき たみこ）〈58〉
演 - 浅田美代子
游子の母親。介護から逃避してパチンコにはまり、仲間の春夫と浮気するが二股をかけられる。自宅を売却し、清太郎を北海道の施設へ入れる計画を進めるが詐欺に遭う。一時期は遊子との関係や、介護に加え詐欺に遭った事で、遊子との口論が絶えず、一家心中を考えるまでに至ったが、ひょんなことから、巣藤浚介や鈴木渓徳と知り合い交流を深めていき、追い詰められていた状態からの脱却に成功し、遊子との関係も徐々に改善されていく。家のトラブルが一段落した後は、家計を助けるためパチンコ店でパートタイマーとして働き始めるが、その矢先検診で胃に異常が見つかるも、手術を受けて事なきを得る。
山賀 葉子（やまが ようこ）
演 - 財前直見（友情出演）
子育ての電話相談を受け付けるボランティア相談員の中年女性。游子たちと共同でボランティアの無料家族問題相談イベントを数回開催している。電話相談は24時間受付をモットーにしている。
ドラマ版では児童保護に熱心なあまり暴走し警察署長にまで喰ってかかる游子を唯一落ち着かせることができる存在として描かれる。游子の上司や相談相手の心を掌握し、游子に尊敬されるなど人望厚いが、過去に子育てに失敗していると語る。原作と違いサングラスをかける設定はない。息子の死亡以降、東京に移住し元夫の大野と棟続きの家に住んでいるが、游子にはその関係を隠している。
山賀と大野による家族殺害は、家族同志の殺し合いに至り彼らが体験したその後の地獄のような苦しみを味わう前に、彼らが「送ってさしあげる」ことで来世で生まれ変わらせることが救いであるという考えによるもので、子供の前で両親を拷問し、子供を庇って死んでゆく姿を見せるというかたちで親の子に対する愛を見せた後、子供に遺書を書かせ自殺させている。被害者はいずれも山賀たちに感謝を述べて死んでいる。これらの「儀式」を「送葬」（そうそう）と呼び詳細な記録をつけている。またその罪を游子に着せる工作をしている。
駒田 幸一（こまだ こういち）
演 - 岡田浩暉
玲子の父親。アルコール依存症で生活が荒廃し、酔っては娘に暴力をふるっていた。游子の強い働きかけに負けた警察が娘への暴行容疑で逮捕した。結局不起訴となり釈放されたが、虐待の生々しい様子が何者かの手で動画サイトにアップされたため、失職してしまう。山賀の紹介で、白蟻駆除業者の大野に弟子入りする。玲子の母である妻とは離婚したが、大野に対しては死別したと説明し、遺書の内容との矛盾から玲子および游子に自身の死が自殺ではなく他殺であると気付かせる。
駒田 玲子（こまだ れいこ）
演 - 信太真妃
游子が保護した少女。小学3年生。父親からネグレクトや暴力などの虐待を受ける。だが、父親や家への強い執着を見せてハンストを起こすなどして施設職員を困らせる。父親を奪った游子に反抗的態度を取る。
大熊（おおくま）
演 - 宮地雅子
児童ケアセンター一時保護所保育士。愛称は「くまちゃん」。駒田とのやり取りで毅然とした態度を取るのに苦労し、游子のいない場所で責任を彼女に押し付ける発言をして、駒田の游子への怨みを増幅させてしまう。
青木（あおき）
演 - 樋渡真司
氷崎游子の直属の上司。
大野 香一郎（おおの こういちろう）
演 - 私市夢太（少年期：込江海翔）
山賀と大野の息子。11年前に殺害される。
大野 甲太郎（おおの こうたろう）
演 - 藤本隆宏
白蟻駆除業者「大野白蟻工業」経営者。家庭菜園をやっており、自作のトウモロコシを手土産に氷崎家を訪れ、白蟻検査を担当する。
過去に香川県で県の教育課長として妻とともに熱心に問題家庭に対応していたが、担当した子供が殺人事件を起こしたことで非難されいじめられた息子・香一郎が引きこもりと暴力に走り、11年前に大野が香一郎を殺害するという悲劇が起きる。死刑にされることを望んだものの、家庭内暴力に耐えたことで情状酌量され軽い刑で済んだことで却って苦悩する。その後妻とは離婚し、東京で同志の関係として棟続きの家に住む。
ドラマ版では元夫妻が「家族の教室」を開く設定がなく、山賀との実質的な同居を游子に隠している。また殺害家族の数について（何軒もの家という言葉に対し）「桁が違う」と発言しており、少なくとも2桁以上の家族を殺害してきたことを認めている。

### 巣藤浚介の関係者
鈴木 渓徳（すずき けいとく）
演 - 北山宏光
浚介の元教え子。実家の「ベル電気」で電気工事の仕事をしている。浚介とは気心の知れた関係でたびたび裏DVDの差し入れをする。浚介を介して清太郎とも知り合い意気投合してしまう。LINEなどで情報を得ていて、仲間内や不良少年たちの噂や情報などにも詳しい。
ドラマ版ではできちゃった結婚で生まれたばかりの1児・エーキチ（演：髙橋莉姫）の父で、佳苗の妊娠を知り迷わず父親としての責任を引き受ける決意をして結婚している。不良時代には少年院に入っており、その頃身に付けたピッキング行為の技術を游子捜索に役立てる。
清岡 美歩（きよおか みほ）〈38〉
演 - 山口紗弥加
桐明学院高校現代国語教師。実森勇治の担任。
ドラマ版では40歳を前にした結婚願望の強い女性として描かれ、浚介に強引に関係を迫り周囲にも（嘘の）妊娠をアピールする。職場では平然と嘘をついて責任逃れをし、厄介ごとはとことん避ける。面倒に巻き込まれることを嫌って麻生家の事件発生時に物音や悲鳴を聞いていたが見て見ぬふりするよう浚介を唆した。不登校生徒の実森勇治を内心嫌っており、家庭訪問などのケアには不熱心で、彼が久々に学校に来た際も顔を覚えていなかった。妊娠が嘘と見抜かれた上で浚介からプロポーズされたが、実森家への対応以降の一連の事件が起こる間に同僚の岡村と婚約し、浚介に婚約指輪を示して別れを告げる。
芳沢 亜衣（よしざわ あい）
演 - 中村ゆりか
桐明学院高校の女子生徒。美術の時間に家族をテーマにした作品を描くように言われ、グロテスクな絵を描く。その後、ラブホテルで援助交際相手から強姦されそうになったことで暴行事件を起こし、偶然現場に居合わせた游子に保護される。
ドラマ版では両親を「お父様、お母様」と呼び、物語開始当初からリストカットに走っている。5歳までシカゴに暮らした帰国子女で、スラング・卑語を含め英語が堪能で、成績優秀な優等生としてふるまっているが、学校での英語の成績が平均点以下であるため父に認めてもらえない。しかし、父親を陥れる為に英語が出来ないよう、周到に装っていただけであり、ついには父親のPCから社外秘情報をネットに流し、取引先に嫌がらせの英文メールを送るなどして父親の社会的地位を地に落とす。
当初は家庭環境から歪んだ考え方や、狂気的な一面が目立っていたが、浚介との交流や山賀・大野夫妻の惨殺のターゲットとして危うく殺され掛けたのを機に心境が変化し、事件後は浚介に挨拶のために学校を訪れ、一家と共にやり直すことを決め、北海道釧路に転居することとなり、彼女なりに父親を理解しようと、自分の力で金を稼ぐため働く決意をし、浚介に対しては口の悪さは変わらずだが、自身が追い詰められ苦しんでいた際にメールで「いつでも話を聞くから」と言ってくれた事に感謝を述べ、去り際に英語で「あんたが私に光をくれた」と礼を言って学校を後にする。
芳沢 孝郎（よしざわ たかお）
演 - 二階堂智
亜衣の父。外資系商社勤務で5か国語を話すエリートビジネスマン。家族相談では、自分に刃物を向けた亜衣を病院か施設へ送ろうと高圧的な態度で迫る。家族のいがみ合いの果てに、亜衣を殺害しようとする。事件後は家族とやり直すことを決め、北海道の希久子の実家に転居することを決めた。
芳沢 希久子（よしざわ きくこ）
演 - 相築あきこ
亜衣の母。専業主婦。
実森 勇治（さねもり ゆうじ）
演 - 岡山天音
美歩が受け持つクラスの男子生徒。入学式以来、不登校が続き、家庭内暴力を起こす。美歩からは一方的に嫌悪感を抱かれている。両親には東京大学を目指すよう教育されているが、中学・高校とも受験に失敗し、同年代の生徒たちともなじめずに敗北感を抱えている。浚介の誘いに応えてメールのやり取りをし、レーズンパンを手土産に美術室へ行くなど心を開いていたが、遺書を残し、刃物で胸を刺した遺体で発見される。
実森 智代（さねもり ともよ）
演 - 占部房子
勇治の母。息子の暴力に苦しめられ精神的に追い詰められている。家庭訪問を機に美歩を頼ろうとするが黙殺され、勇治と浚介の交流がうまくいかなかったことで游子たちの助けも拒絶するようになる。一時はネット販売で手に入れた毒物で息子を殺すことも考えるができなかった。夫とともに、椅子に縛られ刃物で刺されて殺害される。
実森 貞男（さねもり さだお）
演 - 佐伯新
勇治の父。家庭崩壊後、家から逃避しウィークリーマンションで暮らしている。家族を愛するモチベーションを失っている。
鈴木 佳苗（すずき かなえ）
演 - 松浦雅
渓徳の妻。歌舞伎、なかでも海老蔵にはまり夫を嘆かせている。渓徳を通じてパチンコ店で働いている弓子と親しくなり、その後も夫や子供とともに氷崎家を訪問する。
第5話の段階までは写真のみの出演、または登場なし。
岡村 仁（おかむら ひとし）
演 - 市川知宏
桐明学院高校体育教師。亜衣の副担任。浚介たちには陰で「筋肉バカ」と呼ばれる。

### 馬見原光毅の関係者
馬見原 佐和子（まみはら さわこ）
演 - 秋山菜津子
馬見原の妻。精神病院を退院後、リハビリを兼ねて娘夫妻の花屋を手伝う。退院後は性格が一変し、わざと馬見原の嫌うような派手な行動をするが、その背景には自分が夫に従順な妻だったことが優等生の勲男を追いつめて自殺させた原因との考えがあり、自分を変えることで崩壊した家族を生まれ変わらせたいと願っている。
ドラマ版では綾女と直接対決し、そのために自殺未遂し再入院する。退院時は馬見原の申し出に対し「考えさせてください」と答え、原作のように同居を再開する場面は描かれなかった。
石倉（馬見原） 真弓（いしくら〈まみはら〉 まゆみ）
演 - 篠田麻里子
馬見原の娘。結婚後、夫・鉄哉と花屋の「石倉フラワー」を経営している。赤子の一人娘・碧子（みどりこ / 演：飯塚愛奈、北原杏樹）の母。
冬島 綾女（ふゆしま あやめ）
演 - 水野美紀
DV被害者のシングルマザー。研司の母親。16歳で風俗の仕事を始め、油井と知り合い結婚したが度重なる暴力に苦しめられる。
油井 善博（ゆい よしひろ）
演 - 谷田歩
綾女の元夫。ヤクザ。馬見原により逮捕され服役していたが、刑期満了を待たずに出所する。組長を通じ馬見原から圧力をかけられるが、元妻子に対する執着は止まずついには組を抜け、研司を拉致したうえ虐待し重傷を負わせる。
ドラマ版では早くから真弓、佐和子に接触し嫌がらせをする。また彼の死は小説と違う形で描かれる。
椎村 栄作（しいむら えいさく）
演 - 平岡祐太
刑事。馬見原の部下。
ドラマ版では動物虐待事件関連のエピソードはなく、馬見原の意見に同調し游子の周辺を調べる。藤崎に指示され馬見原を監視し、実森家の現場から馬見原のライターを発見したことを報告するが、馬見原を心から尊敬して信じ、油井の資料を元に藤崎の不正を暴き窮地から救う。
藤崎 真一（ふじさき しんいち）
演 - 飯田基祐
警視庁刑事部捜査一課課長。馬見原の家庭崩壊の事情や冬島親子がらみのヤクザとの接触を知っており、一家心中事件への彼の推理を妄想と考えている。また一家心中事件が馬見原の自作自演という説を椎村に話す。その裏では息子の不始末を処理するためにヤクザとの繋がりを持ち、馬見原を裏切り罪をなすりつけようとしたが、椎村の告発により逮捕される。
石倉 鉄哉（いしくら てつや）
演 - 佐野和真
真弓の夫。馬見原に娘を託され、彼が結婚の際に佐和子の父から贈られたライターを受け継ぐ。
長峰（ながみね）
演 - 菅原卓磨
油井と同じ暴力団に属する構成員。
ドラマ版では油井の馬見原に対する復讐に利用され殺害される。
馬見原 勲男（まみはら いさお）
演 - 岡山智樹
馬見原の亡き息子。9年前、自殺同然の事故死で世を去る。
冬島 研司（ふゆしま けんじ）
演 - 須田瑛斗
綾女と油井の息子。油井に受けた虐待の傷が残る。

### 問題家庭の家族たち
キャスト名横の表記は出演回。
光島 マサル（みつしま まさる）
演 - 三宅史（第1・9話）
事件の起きた光島家の息子。首吊り遺体で発見され、両親を拘束し包丁で惨殺後遺書を残して自殺したと疑われる。
麻生 達也（あそう たつや）〈15〉
演 - 富永愛弥（第1・9話）
事件の起きた麻生家の息子。両親の後頭部を斧で割り殺害、祖父が急性心不全で死亡後、頸動脈をカッターナイフで切り遺書を残して自殺したとされる。事件前に通販で薪割り用斧を購入している。

### ゲスト
キャスト名横の表記は出演回。
春夫（はるお）
演 - ト字たかお（第1・7話）
民子のパチンコ仲間。
ちゅんりー
演 - 竹内渉（第2話）
雀荘の女性店員。
清岡 真知子
演 - 三谷悦代（第3話）
美歩の母。
看護師
演 - 朝倉えりか（第4話）
浚介が入院した病院の看護師。
中野 匡人（なかの まさと）
演 - クラ（第3・7・9話）
藤崎の部下。馬見原を陥れるための指示を受け、証拠捏造などに加担する。

### その他
- 清水一彰（巡査）、川島潤哉（刑事）、龍輝（警視庁西池袋警察署刑事）

## スタッフ
- 原作 - 天童荒太『家族狩り 第一部〜第五部』（新潮文庫刊）
- 脚本 - 大石静、泉澤陽子
- 音楽 - 林ゆうき、橘麻美
- 演出 - 坪井敏雄、山本剛義、伊藤雄介
- 主題歌 - androp「Shout」（WARNER MUSIC JAPAN / unBORDE / respire）
- 劇中使用曲 - 尾崎豊「I LOVE YOU」[33][注 14]
- 撮影 - 森哲郎
- 音響効果 - 佐藤秀国
- 美術 - 青木ゆかり
- 広告宣伝 - 磯谷昌宏
- 演出補 - 北川学、近藤一彦、大畑真治、石角紗希、西岡衣舞、松田健斗
- プロデュース - 植田博樹、長谷川晴彦（ROBOT）
- 制作プロデュース - 安田邦弘
- 制作協力 - ROBOT
- 製作著作 - TBS[34]

## 作品の評価
視聴率は低調ながら、後半は下がっていた数字が復調し、最終話では2桁台に戻した。Nikkansports.comの芸能コラム担当記者・梅田恵子は、低調の原因を初回から裏番組の日本テレビ『金曜ロードSHOW!』の編成で、「ジブリ祭り」などの強力なコンテンツが続けて放送されたことが原因と分析した。また、Yahoo! JAPANの視聴者の評価では今期トップクラスであり、他局の宣伝担当などからも高評価を受けているとされ、梅田自身も陰惨で救いのない展開と役者の力による生き生きとした人間描写、二転三転するサスペンスなどを高く評価している。
コラムニストの木村隆志は2014年の夏ドラマ総括の中で本作を挙げ、彼もまたこの期に低視聴率でありながらネット上で視聴者の熱烈な好評価があった作品として、『あすなろ三三七拍子』『若者たち2014』などとともに例示した。本作については、家族関係の分かりにくさや中盤における脚本の散らかり気味を指摘しつつも、映像美や制作陣の熱気とチャレンジ精神が伝わる出来や、俳優陣の鬼気迫る熱演を高く評価した。また個人的ランキングとして、最優秀主演女優に松雪泰子、最優秀助演男優に伊藤淳史、優秀新人に中村ゆりかを選んだ。
第82回ザテレビジョンドラマアカデミー賞では松雪泰子が主演女優賞総合3位に入賞した。またTVnaviドラマ・オブ・ザ・イヤー2014・7-10月期の読者投票では主演女優部門で松雪泰子、助演男優部門で北山宏光がそれぞれ1位を獲得した。
雑誌『エンタミクス』が2015年1月号で発表した「掘り出しエンタRANKING2014」では、テレビドラマ部門の2位となった。

## エピソードリスト
| 話数 | サブタイトル（ラテ欄）                                           | 初回放送日 | 脚本     | 演出     | 視聴率      |
| --- | ---------------------------------------------------------------- | ---------- | -------- | -------- | ----------- |
| 第1話 | 天童荒太原作の不朽の名作を大石静脚本、骨太なキャストで完全映像化 | 7月4日     | 大石静   | 坪井敏雄 | 10.5%       |
| 都内で連続する一家心中事件の現場で、馬見原はそこに共通して漂う甘い香りと、別の薬品のような臭いを感じ取る。馬見原は駒田玲子保護の際の揉めごとで警察に抗議している游子を見かけ、山賀になだめられて立ち去る彼女から現場と同じ臭いを感じる。浚介は亜衣に嘘の証言をされて游子と出会い、亜衣とのトラブルの際に居合わせた渓徳の証言で事実が分かり放免される。後日、浚介は徘徊していた清太郎に声をかけられ、彼が游子の誕生日を祝うための準備を手伝い、祝いの場に同席することになる。しかし游子は浚介の安易な慰めの言葉に反発して外へ出てゆく。掛ける言葉もなく帰宅した浚介は、美歩とともに向かいの麻生家から悲鳴を聞くが二人は放置する。翌日、麻生家では一家が惨殺されており、捜査に入った馬見原は家の息子・達也の遺体を発見するが、その光景をなぜか「美しい」と感じ、また他の一家心中現場と同じ臭いを感じて、一連の事件が外部の犯行であると確信する。 |                                                                  |            |          |          |             |
| 第2話 | 殺しの香り、殺しの祈り                                           | 7月11日    | 大石静   | 坪井敏雄 | 06.9%       |
| 大田区大森、北区赤羽の光島家、世田谷区代沢西の麻生家と、連続した事件を馬見原は他殺と主張し、捜査陣に黙殺される中、游子を疑い、椎村とともに裏付けを探す。この捜査上で浚介は馬見原の聞き込みを受ける。游子は駒田と面会しケアを進める中、彼が玲子を虐待する動画を何者かがネットにアップロードしたため、勤務先に抗議が殺到し解雇されたことを知り自分の行動が不適切だったと苦悩する。氷崎家では母の民子が清太郎の施設入りを提案し、一時正気に戻った清太郎は妻と娘に自由に生きてくれることを望むと告げる。馬見原は佐和子の退院を前に、冬島親子との最後の思い出と決意して旅行に出かける。退院の日、馬見原は綾女の元夫・油井の出所を知る。以前と性格の一変した佐和子は、新しい家族の関係を模索する自分の気持ちを馬見原にぶつける。椎村は捜査により、被害家族それぞれの携帯電話のアドレス帳に游子名義の電話番号があることを知る。 |                                                                  |            |          |          |             |
| 第3話 | 親を棄てられますか？                                             | 7月18日    | 大石静   | 山本剛義 | 05.6%       |
| 出所した油井は真弓の花屋に現れ、手伝いをする佐和子に対し綾女あての花束を届けるよう依頼する。何も知らない佐和子は綾女の家に配達に出かけ、対面した綾女は油井が差し向けたことを知り怯える。事件の捜査は進み、被害家族が同じ家族相談イベントに参加して游子と接点を持ったことが分かる。民子は業者に言われるまま家を売って手に入れた施設入りの金を振り込むが、清太郎の迎えが来ず、1千万円もの詐欺被害を受けたと知る。茫然とする母娘は互いを責めて言い争い、游子は家を出てゆく。浚介は家庭を持つことへの嫌悪から美歩との話し合いが進まず、業を煮やした美歩は実家から両親を呼び寄せ強引に挨拶させようとする。我慢の限界に達した浚介は両親の前で美歩と結婚する気はないと宣言し、部屋から出てゆく。街をさまよう游子と浚介は偶然会い、それぞれのことを話すうちに、浚介は游子を激励し前向きな気持ちを取り戻させる。游子は自宅を借家として引き続き住めるように交渉し、浚介は改めて美歩と話し合う決意をする。しかし帰り道で、浚介はホームレスに火を付けて襲う少年グループに遭遇し、被害者を助けようとして自分も襲われてしまう。一方馬見原は、油井が冬島親子および佐和子に接触したことを知る。 |                                                                  |            |          |          |             |
| 第4話 | 踏み出す勇気                                                     | 7月25日    | 大石静   | 山本剛義 | 06.4%       |
| 浚介は美歩に発見され命は助かったが、一時的に記憶を失くす。なぜか真っ先に思い出した游子や、渓徳との会話で記憶を次第に取り戻すが美歩のことは完全に忘れており、美歩は游子に対し敵意を露わにする。冬島親子は馬見原の家族への引け目と油井への恐怖からアパートを引き払って逃げるが、油井は彼女らの行き先を探し当てる。一方佐和子は夫の様子や油井が嫌がらせに研司を騙して馬見原家に掛けさせた電話などから、綾女たちの存在を知り心を乱す。児童ケアセンターでは、駒田が彼女に抗議して訴えると言い出し、それに対して謝罪を拒否した游子は職場での地位を危うくする。退院後、記憶の戻った浚介は改めて美歩と話し合い、美歩からの妊娠が狂言だったことの告白を受けた上で、彼女との結婚を受諾する。だがその後、襲撃の被疑者の顔確認を求められた浚介は、記憶のはっきりしない彼を誘導して証言させ逮捕に持ち込もうとする警察の姿勢を拒絶し、家庭内暴力を振るう不登校生徒・実森勇治の母が求めてきた助けを無視できず、担任の美歩の代わりに連絡を取る。勇治が暴れ手を付けられない状態と知った浚介は、游子に助けを求め、二人は実森家へ向かう。同じ頃芳沢家では、亜衣もまた家庭内暴力に走り始める。 |                                                                  |            |          |          |             |
| 第5話 | 闇を破る                                                         | 8月1日     | 大石静   | 伊藤雄介 | 06.4%       |
| 実森家に着いた游子はパニックを起こす母親・智代をなだめ、浚介は携帯のメールで勇治とやり取りをし、かつて自分も引きこもり親を恨んでいた経験を伝える。しばらくして勇治から返信が届き、一同は希望を見出す。浚介は游子と自分はいいコンビかもしれないと彼女に語るが、游子は美歩から浚介に近づくなと言われたことが心に引っかかっていた。游子の職場に訪れた山賀は、更新停止を伝えられていた游子の契約を継続させるよう計らい、駒田に就職先の世話を持ちかけトラブルを収拾する。游子は山賀と家族相談イベントで芳沢夫妻に対応するが、夫の孝郎は亜衣を施設などへ厄介払いすることしか考えておらず、相談は山賀が名刺を渡すのみに終わる。游子は山賀の優れた対応や勇治の心を開いた浚介のことを思い出し、自信を失い疎外感を覚え、浚介に対しても距離を置こうとする。その游子を馬見原の下で追う椎村に、上司の藤崎は捜査を止めるよう言い、馬見原の息子が自殺した過去を教えて彼の一家心中事件への執着は自身の家庭崩壊からきた妄想であり、ベテランの彼ならば一連の事件を自作自演することすら可能だとまで語る。馬見原はようやく綾女の行き先を探し当てるが、綾女は油井を自分の手で殺そうとまで思いつめていた。油井は佐和子に再び綾女あての花を届けさせる。夫と冬島親子の写真を見つけた佐和子、油井が来たと誤解する綾女はドアを挟んで互いに刃物を手にする。浚介は勇治に裏DVDを見せてやると早朝の美術室に誘い、二人で和やかな時を過ごすが、そこへ来た美歩と生徒たちは勇治に心ない言葉をかける。傷ついた勇治は暴れ出し、浚介の制止を振り切って美歩に襲いかかる。 |                                                                  |            |          |          |             |
| 第6話 | 最期の声                                                         | 8月8日     | 泉澤陽子 | 坪井敏雄 | 08.5%       |
| 勇治は寸前で我に帰ったものの、自宅で再び引きこもり暴れ出す。駆けつけた游子と浚介は、智代に強く拒絶され、游子は自信を失くし別の相談相手として山賀の名刺を渡す。游子は母・民子の健康診断で異常が見つかり、ショックを受けて落ち込む中、態度の軟化した実森夫妻と山賀を交えて話し合うが、父の貞男は家族を愛する気持ちを失っていると語り、智代は自殺を図ろうとする。一方学校では不登校だった亜衣が浚介の行動をネット掲示板で知って心打たれたといい登校を再開するが、直接挨拶を交わした亜衣は浚介に挑発的な態度を取る。 佐和子は綾女を殺そうとするが、彼女から馬見原との関係は佐和子の想像するようなものでなく、彼は息子の研司に死んだ勲男の影を見ているのだと聞かされる。その場で自分自身を傷つけようとする佐和子を綾女は自分が怪我をするのも構わずに止め、立ち去った佐和子は自己嫌悪に苛まれ川に飛び込み自殺未遂を図る。病院に駆けつけた馬見原は冬島親子のことを知った真弓に罵倒される。 游子が家を空ける中、氷崎家にはシロアリ駆除業者の大野甲太郎と、彼に弟子入りした駒田が検査に訪れる。浚介は再び勇治とメールをやり取りし、敗北感に苛まれる彼の気持ちを受け止めて励まし、しばらくして少し前向きな内容の返信を受け取る。浚介は喜び、游子に会おうと氷崎家を訪れるが不在で、他の家族や渓徳夫妻と団欒を楽しむうちに髪と服を汚し、游子のシャンプーを借りて髪を洗う。その後、自宅で寝ていた浚介は、真夜中に勇治が留守電に「さようなら」の一言を残していることに気付く。浚介は早朝の実森家へ走り、夫妻が1階で椅子に縛られて殺害され、2階では勇治が遺書のようなメモを残しナイフで胸を刺して死んでいるのを見つける。嘆き悲しむ浚介は、階下の物音に気付き降りると、游子が夫妻の遺体を動かし、彼らの血にまみれた顔を拭き清めているのを発見する。 |                                                                  |            |          |          |             |
| 第7話 | 真犯人！                                                         | 8月15日    | 泉澤陽子 | 山本剛義 | 07.6%       |
| 浚介は警察に事件が心中ではなく殺人だと訴えていたところを突然馬見原に取り押さえられ、任意同行を求められる。馬見原は浚介の頭に残る游子のシャンプーの香りが今までの現場に漂っていたものと同じであり、游子を一連の一家殺人の犯人として疑っていることを浚介に明かす。事件を受け、浚介の学校は職員・生徒全員に取材拒否と、実森家の葬儀への出席禁止を通達するが、浚介は責任逃れの姿勢に反感を覚える。実森家に献花に訪れた浚介は、亜衣が禁止を破って献花に訪れ、興味本位の取材をするマスコミを痛罵するのを見て、同じようにカメラの前でマスコミに怒りをぶつけ、学校から謹慎処分を受ける。一方、氷崎家では大野が駆除の見積りを伝えに来る。家族への諦めの気持ちに苛まれる游子は、大野の仕事への誇りにあふれる言葉と、民子の家族に尽くそうとする前向きな姿勢に励まされて駆除を依頼することにし、民子に言えずにいた病の疑いの件をようやく伝える。浚介の謹慎を知って部屋に訪れた渓徳は、游子への疑念を語る彼に、妻子との関係の悩みなどを彼なりに語り、正面からぶつかるべきだと励ます。浚介は游子と会い、一連の家族たちを殺したのかと問い詰めるが、游子はそれを認める。しかしその内容は、游子が担当家庭を救えず一家心中に至ってしまったことを「殺したのと同じ」と考えているというもので、殺人を意味するものではないと悟った浚介は、游子は犯人でないと確信し、彼女を信じると伝える。二人は游子が実森家で智代を発見したときまだ生きており、苦しみから解放されたと言って息を引き取ったこと、勇治にもっとおいしいものを食べさせて生きることの素晴らしさを教えてやりたかったことなどを語り合う。游子はたとえ苦しくても生きることを諦めてはならないと心に誓う。 |                                                                  |            |          |          |             |
| 第8話 | 犯人の罠                                                         | 8月22日    | 泉澤陽子 | 山本剛義 | 08.5%       |
| 氷崎家に駒田が不法侵入し、游子の家族を殺そうとナイフを向けるが清太郎に撃退され逃走する。警察の調べでは游子が帰るまで密室状態でどこから侵入したのか不明であった。游子は玲子のためにも事を大きくしたくなかったが、殺人未遂事件とあってニュースになる。心配して游子の元に来た浚介は、駒田が逮捕される前に見つけ出し自首を勧めたい彼女のため、渓徳に頼み目撃情報を探す。しかし駒田の職場だった大野のもとへ相談に行った時、二人のもとに駒田が自殺して発見されたと連絡が入る。游子はその遺書を読み、駒田が何者かに殺されたことを示す内容と気付く。また浚介は、亜衣からメールを受け芳沢家に行くものの、山賀を呼んでいた希久子に門前払いされる。芳沢家は家族のいがみ合いが頂点に達し、山賀は白蟻被害の消毒とともに家族を「生まれ変わらせる」と告げる。馬見原は研司が油井にさらわれた上、階段から転落させられ重傷を負ったと綾女から連絡を受け、彼女のもとに走る。油井から電話を受け一対一の対決に臨む馬見原は、彼の罠にかかり暴力団員の長峰を殺した容疑で逮捕され、警視庁内部からも陥れられたことを知る。油井に呼び出された綾女は彼を殺そうとするが反撃される。そこへ椎村が来て綾女を助けるが、油井は銃で反撃し彼を殺そうとする。しかし綾女は隙を衝いて油井をナイフで刺す。その夜、氷崎家で浚介と話し合っていた游子は、白蟻検査から大野に疑問を持ち、一人で事務所を再訪する。大野は不在で、游子は諦めその場で山賀と共同で輸入しているシャンプーを頼むため彼女に携帯電話をかけるが、その電話の着信音が大野の家の奥から響くことに気付く。游子は大野の事務所に隣接する家が山賀の相談室であることを知る。 |                                                                  |            |          |          |             |
| 第9話 | 葬送の儀                                                         | 8月29日    | 泉澤陽子 | 坪井敏雄 | 06.3% 08.4% |
| 大野と山賀の家が内部で繋がっていることを知った游子は彼らに監禁される。游子は山賀の話を聞き、彼らが「同志」であることと、これまでに末期状態に陥った家族たち、および駒田を、救うために「送ってさしあげて」いる、つまり殺していることを知る。綾女に刺された油井は、椎村に藤崎が暴力団とつながりを持ちその罪を馬見原になすりつけたことを示す資料を渡し、綾女を罪に問わないよう頼む。そして馬見原に父親の愛情を注がれる研司を羨ましく思っていたことを告白して息絶える。浚介は帰って来ない游子を心配する一方、亜衣からメールを受け取るがやり取りは途絶える。亜衣の行動で仕事上の破滅に追いやられた父・孝郎が娘を殺そうと襲いかかったとき、芳沢家に第三者が侵入する。浚介は渓徳に游子のシャンプーを輸入した人物を探させ、捜査に復帰した馬見原に捜索を頼む。游子を犯人とする見立てにこだわっていた馬見原だが、浚介の必死の頼みに心を動かされ、椎村とともに彼女の行方を追う。シャンプーの輸入者が山賀であると判明し、渓徳とともにその家を訪ねた浚介は、中にある祭壇に、これまで殺された家族の名を書いた大量の折鶴と芳沢一家の名を書いた犯行計画の手紙が供えられているのを見つける。亜衣たちが危ないと気付いた浚介は芳沢家に走るが、大野に捕らえられ、同家の家族たちや游子とともにリビングに拘束される。そして大野たちは、亜衣の見つめる前で両親を刃物でいたぶり始める。 |                                                                  |            |          |          |             |
| 最終話 | 約束を                                                           | 9月5日     | 泉澤陽子 | 坪井敏雄 | 10.0%       |
| 異様な状況の中、亜衣は両親が傷つけられるのを見るのが忍びなく、生きることを諦め山賀たちにすべてを委ねようとするが、浚介、そして游子は必死に亜衣を説得する。大野は苛立ち、親が子を手にかけることの地獄のような苦悩を語る。游子は彼らが我が子を殺したことを悟り、その間違いを指摘するが、山賀は家族を思えばこの方法が正しいと分かるはずだといい、芳沢夫妻に再び刃を向ける。その時連絡を受けていた馬見原と椎村が現場に踏み込む。犯人たちは部屋に火を放ち、馬見原の銃弾を受け重傷を負いながらも逃走する。樹海の入り口で車が発見され、彼らは死を選ぶためにその奥へと消えたと推察されるものの、遺体は見つからない。家宅捜索では山賀たちの家から2つの臭いの正体であるシャンプーと白蟻駆除の薬剤、そして多くの家族を殺害した犯罪の記録と彼らが游子に罪を着せようとしていた証拠が見つかる。 1週間後、馬見原とともに山賀たちの家を訪れた游子と浚介は、彼らが元夫妻であり、家庭内暴力に走る息子を自ら手にかけた過去の詳細を知る。馬見原は犯人への共感を語る游子に「自分の家族は自分で背負うしかない」というが、游子は家族を閉ざしてしまうことで、大切な人を失うなどの心の欠損を抱えた人々が孤独に陥る危惧を語り、そうならないよう手を差し伸べあい、家族を「開く」べきだという。浚介は游子に対し、生きる希望のために約束を重ねてゆきたいと言い、その一歩として彼女を食事に誘う。游子は、浚介が自分の家族と向き合うことが出来たら、とその申し出を受ける。浚介は美歩にも別れを申し出るが、彼女はすでに同僚の岡村と婚約している。そこへ亜衣が挨拶に現れ、両親とともに釧路の母方の実家へ移住すると報告し、彼女自身も働いて現実に向き合う決意を語り去ってゆく。馬見原は冬島親子と最後の別れを交わし、退院する佐和子に、共にやりなおすために警察を辞めることを考えていると話す。真弓は、馬見原が夫の鉄哉に佐和子への思いと娘である自分への愛情を語り、頭を下げる姿を覗き見て涙を流す。 後の日、氷崎家は癌手術を終え退院する弓子を迎える。ぎこちないながらも16年ぶりに両親と再会した浚介は約束どおり游子と食事をし、游子は彼にゆっくり家族を開いていけばいいという。その頃ニュースは、都内で一連の殺人と類似する一家心中事件が発生したと報じる。かつての山賀を思わせる電話相談の女が、家族の悩みを聞く声で物語は幕を閉じる。 |                                                                  |            |          |          |             |

平均視聴率  8.0%（視聴率は関東地区・ビデオリサーチ社調べ）

## 関連商品
ホームメディア
未放送映像を加え再編集したディレクターズ・カット版として発売された。いずれも2015年2月4日発売。各7枚組。製作著作・発売元：TBS、販売元：TCエンタテインメント。
このほかにレンタル専用DVD（全6巻、ディレクターズカット版）も同日レンタル開始された。
- 家族狩り ディレクターズカット版Blu-ray BOX
- 家族狩り ディレクターズカット版DVD BOX

### サウンドトラック
金曜ドラマ『家族狩り』オリジナル・サウンドトラック（2014年9月10日発売、発売元：Anchor Records、UZCL-2060）
主題歌、劇中使用曲「I LOVE YOU」およびそのアレンジ曲は含まれない。
| #         | タイトル                                   | 作詞      | 作曲          | 編曲     | 時間 |
| --------- | ------------------------------------------ | --------- | ------------- | -------- | ---- |
| 1.        | 「家族狩り」                               |           | 林ゆうき      | 林ゆうき | 6:09 |
| 2.        | 「Subtheme-氷崎游子-」                     |           | 橘麻美        | 橘麻美   | 3:38 |
| 3.        | 「家族狩り (HA Mix)」                      |           | 林ゆうき      | 林ゆうき | 4:44 |
| 4.        | 「In;saneti」                              |           | 橘麻美        | 橘麻美   | 1:58 |
| 5.        | 「重なる波紋」                             |           | 林ゆうき      | 林ゆうき | 2:19 |
| 6.        | 「-montage-」                              |           | 橘麻美        | 橘麻美   | 1:54 |
| 7.        | 「家族狩り (PF Mix)」                      |           | 林ゆうき      | 林ゆうき | 2:19 |
| 8.        | 「穏やかな日常」                           |           | 橘麻美        | 橘麻美   | 2:01 |
| 9.        | 「予兆」                                   |           | 林ゆうき      | 林ゆうき | 3:06 |
| 10.       | 「混み/狩る」                              |           | 橘麻美        | 橘麻美   | 1:54 |
| 11.       | 「隠れた思い」                             |           | 林ゆうき      | 林ゆうき | 2:13 |
| 12.       | 「Caxixitamb」                             |           | 橘麻美        | 橘麻美   | 2:00 |
| 13.       | 「家族狩り (GT Mix)」                      |           | 林ゆうき      | 林ゆうき | 2:06 |
| 14.       | 「深まる謎」                               |           | 橘麻美        | 橘麻美   | 2:31 |
| 15.       | 「狂気」                                   |           | 林ゆうき      | 林ゆうき | 3:13 |
| 16.       | 「衝撃」                                   |           | 橘麻美        | 橘麻美   | 2:09 |
| 17.       | 「真実と確証」                             |           | 林ゆうき      | 林ゆうき | 2:07 |
| 18.       | 「壊れた家族」                             |           | 橘麻美        | 橘麻美   | 2:33 |
| 19.       | 「やるせなさ」                             |           | 林ゆうき      | 林ゆうき | 3:34 |
| 20.       | 「安息の時間」                             |           | 橘麻美        | 橘麻美   | 2:23 |
| 21.       | 「想い」                                   |           | 林ゆうき      | 林ゆうき | 2:19 |
| 22.       | 「希望の光」                               |           | 橘麻美        | 橘麻美   | 2:54 |
| 23.       | 「支え」                                   |           | 林ゆうき      | 林ゆうき | 2:21 |
| 24.       | 「Subtheme (piano solo ver.)」             |           | 橘麻美        | 橘麻美   | 3:25 |
| 25.       | 「家族狩り (Emo Mix)」                     |           | 林ゆうき      | 林ゆうき | 4:13 |
| 26.       | 「Bolero for "Kazoku-gari" -BONUS TRACK-」 |           | Maurice Ravel | 橘麻美   | 2:47 |
| 合計時間: | 合計時間:                                  | 合計時間: | 合計時間:     | 73:03    |      |